# Yūichi Sugita
Yūichi Sugita (jap. 杉田祐一 Sugita Yūichi; ur. 18 września 1988 w Sendai) – japoński tenisista, reprezentant kraju w Pucharze Davisa, olimpijczyk z Rio de Janeiro (2016).

## Kariera tenisowa
Sugita jako zawodowy tenisista wielokrotnie wygrywał turnieje rangi ITF Men's Circuit i ATP Challenger Tour. W lipcu 2017 wygrał po raz pierwszy zawody o randze ATP World Tour, w Antalyi. Japończyk stał się pierwszym tenisistą ze swojego kraju, który w erze open triumfował na podłożu trawiastym w rozgrywkach głównego cyklu.
Od 2007 roku reprezentuje Japonię w Pucharze Davisa.
We wrześniu 2014 roku Sugita zdobył 3 brązowe medale igrzysk azjatyckich w Inczonie, w konkurencjach gry pojedynczej, podwójnej i drużynowej.
W 2016 zagrał w turnieju singlowym igrzysk olimpijskich w Rio de Janeiro, dochodząc do 2. rundy.
W rankingu singlowym Sugita najwyżej był na 36. miejscu (9 października 2017), a w klasyfikacji deblowej na 363. pozycji (25 sierpnia 2014).

### Finały w turniejach ATP World Tour
| Legenda                                      |
| -------------------------------------------- |
| Wielki Szlem                                 |
| Igrzyska olimpijskie                         |
| Tennis Masters Cup / ATP Finals              |
| ATP Masters Series / ATP Tour Masters 1000   |
| ATP International Series Gold / ATP Tour 500 |
| ATP International Series / ATP Tour 250      |

#### Gra pojedyncza (1–0)
| Końcowy wynik | Nr | Data         | Turniej | Nawierzchnia | Przeciwnik       | Wynik finału |
| ------------- | -- | ------------ | ------- | ------------ | ---------------- | ------------ |
| Zwycięzca     | 1. | 1 lipca 2017 | Antalya | Trawiasta    | Adrian Mannarino | 6:1, 7:6(4)  |